# Puygaillard-de-Lomagne
Puygaillard-de-Lomagne is een gemeente in het Franse departement Tarn-et-Garonne (regio Occitanie) en telt 61 inwoners (2009). De plaats maakt deel uit van het arrondissement Castelsarrasin.

## Geografie
De oppervlakte van Puygaillard-de-Lomagne bedraagt 6,9 km², de bevolkingsdichtheid is dus 8,8 inwoners per km².
De onderstaande kaart toont de ligging van Puygaillard-de-Lomagne met de belangrijkste infrastructuur en aangrenzende gemeenten.

## Demografie
Onderstaande figuur toont het verloop van het inwonertal (bron: INSEE-tellingen).

1. ↑  Populations de référence 2022.